# Promachus smithi
Promachus smithi är en tvåvingeart som beskrevs av Parui och Joseph 1994. Promachus smithi ingår i släktet Promachus och familjen rovflugor. Inga underarter finns listade i Catalogue of Life.